# Stjepan Vuk Kotromanić
Stjepan Vuk Kotromanić (1345. – 1375.), bosanski ban od 1366. do 1367. godine. Postavljen je na vlast nakon pobune protiv njegovog starijeg brata, bana Tvrtka I., 1366. godine. Već sljedeće godine njegov brat je vraćen na vlast.

## Životopis
Stjepan Vuk je rođen 1345. godine najvjerojatnije u Bobovcu ili Srebreniku. Bio je sin Vladislava Kotromanića i Jelene Šubić. Pored Vuka Vladislav i Jelena su imali još jedno sigurno djete: Tvrtka I., bosanskog kralja. Vuk je bio mlađi sin, što bi značilo da je Tvrtko I. bio stariji. Neki povjesničari Vladislavu i Jeleni pripisuju još dvije kćerke: Katarinu Celjsku i Mariju Helfenštajnsku. Treba navesti da je Vuk možda imao izvanbračnog polubrata Dabišu Starog.
Vuk je 1366. godine uz pomoć bosanskog plemstva zabacio svog starijeg brata Tvrtka I. s položaja bana. Tvrtko I. i njegova majka Jelena pobjegli su na ugarski dvor kod kralja Lajoša I. Velikog. Već sljedeće godine Tvrtko I. je vraćen na vlast zahvaljujući Lajošu. Stjepan Vuk se posljednji put spominje 8. prosinca 1374. godine na vjenčanju Tvrtka I. njegove buduće supruge Doroteje Bugarske. Neki smatraju da je Vuk Banić bio sin Stjepana Vuka, dok neki misle da je taj Vuk izvanbračni sin Tvrtka I. Kotromanića.

## Vanjske povezice
- Ćirković, Sima. 1964. Istorija srednjovekovne bosanske države (srpski). Srpska književna zadruga
- Ćošković, Pejo. 2009. Kotromanići. Leksikografski institut Miroslav Krleža
- Fine, John Van Antwerp, Jr. 1994. The Late Medieval Balkans: A Critical Survey from the Late Twelfth Century to the Ottoman Conquest. University of Michigan Press. Michigan. ISBN 0-472-08260-4

| prethodnik Tvrtko I. Kotromanić | Bosanski ban 1366. - 1367. | nasljednik Tvrtko I. Kotromanić |